# شعب عباس (العدين)

تعديل مصدري - تعديل

شعب عباس محلة تابعة لقرية حرض، التابعة لعزلة خباز بمديرية العدين إحدى مديريات محافظة إب في الجمهورية اليمنية، بلغ تعداد سكانها 68 حسب تعداد اليمن لعام 2004.